# Auriol (Bouches-du-Rhône)
Auriol település Franciaországban, Bouches-du-Rhône megyében. Lakosainak száma 12 986 fő (2022. január 1.). Auriol La Bouilladisse, La Destrousse, Gémenos, Roquevaire, Trets, Plan-d’Aups-Sainte-Baume és Saint-Zacharie községekkel határos.

## Népesség
A település népességének változása:
| Lakosok száma | 3000 | 5222 | 6788 | 11 442 | 11 325 | 11 538 | 11 908 | 12 922 | 12 667 | 12 986 |
|               | 1968 | 1982 | 1990 | 2006   | 2013   | 2015   | 2017   | 2019   | 2020   | 2022   |